# تجديد (إلكترونيات)

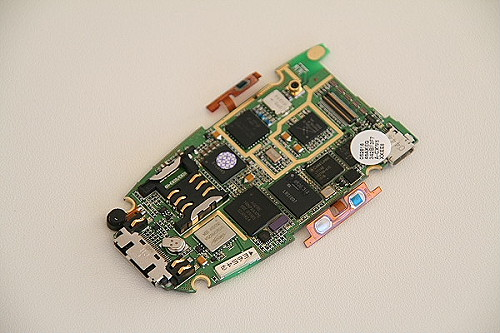
مثال:(قطعة إلكترونيه).

التجديد (Refurbishment) هو عملية صيانة أو إصلاح رئيسي لسلعة إلكترونية، إما جماليا أو ميكانيكيا.
لا يمكن بيع المنتجات المعاد تصنيعها على أنها منتجات جديدة في الولايات المتحدة، ولهذا تم إنشاء تصنيف جديد يسمى بـ مجدد أو معاد تصنيعه.
قد تكون هذه السلع بيعت ثم أعيدت لسبب لا علاقة له بالمنتج في حد ذاته (مثل أن يكون الزبون أحب أن يغير اللون).
وقد تحتوي هذه المنتجات المجددة على بعض الخدوش أو الاضرار السطحية التي لا تؤثر على عمل الجهاز، ولكن قد تكون بعض تلك السلع معاد تصنيفها فقط مع بقائها جديدة.
يمكن أن تكون المنتجات المجددة من المنتجات التي تُرتجع من قبل الزبون في إطار سياسة عودة الشركة التي باعت المنتج من دون أي عيب في المنتج. وربما تكون من المنتجات التي أعيدت إلى المصنّع لأنه كان غير مرغوب فيها أو لديها بعض الخلل الطفيف، حيث يمكن إرجاع السلع ببساطة من قبل المشترين، لأن معظم متاجر بيع التجزئة الكبرى تقدم ضمان عودة لمدة 30 يوما على منتجاتها، وهناك من المستهلكين من يقوم بالاستفادة من هذه السياسة.
من المحتمل أيضاً أن هذه السلع لم يتم استخدامها مطلقاً، ولكن تضرر تغليفها الخارجي أو تم إرجاعها للمصنعين من قبل متاجر بيع التجزئة لاخلاء المكان لمنتجات أحدث. وبالرغم من أنها سليمة من الاضرار وكالجديدة، لن يستطيع المصنعون تصنيفها أو بيعها على أنها أجهزة جديدة لأن القوانين تمنع ذلك. وفي حالة كون هذه الأجهزة مسترجعة لعيوب مصنعية، تقوم الشركة بإستبدال القطع المتضررة، أو إصلاحها كلياً.
عادة يعتقد بأن هذه الأجهزة سيئة ولم يتم إصلاحها جيداً لأن فترة الضمان عليها قصيرة الأجل، ولكن أغلب هذه الأجهزة لا توجد بها أي مشاكل وإن تم إصلاحها فإنها تكون بواسطة أيدي متخصصة تعمل في نفس الشركة التي صنعتها.